# Cầu Mây
Cầu Mây là một phường thuộc thị xã Sa Pa, tỉnh Lào Cai, Việt Nam.

## Địa lý

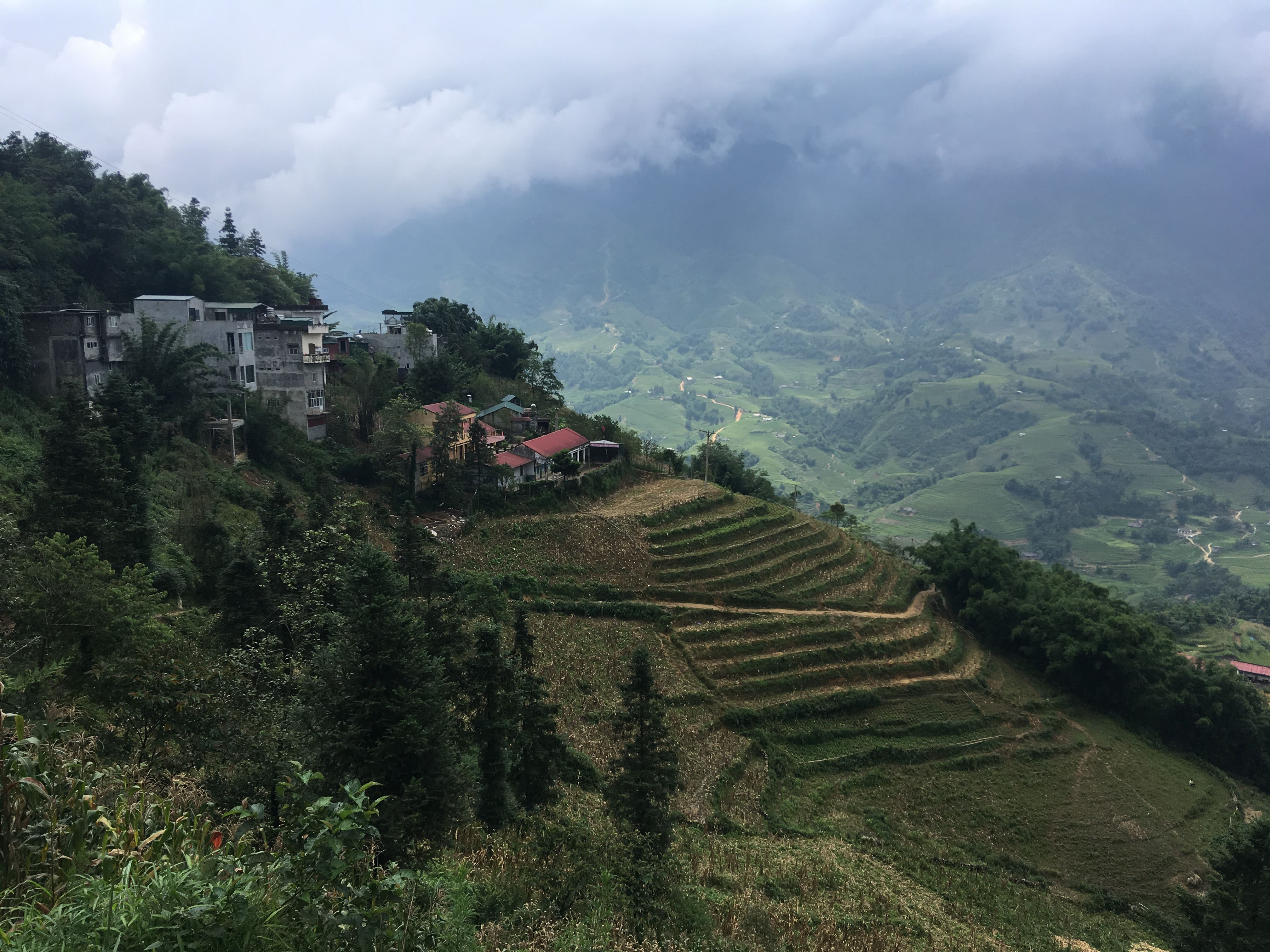
Một khu dân cư tại phường Cầu Mây

Phường Cầu Mây nằm ở trung tâm thị xã Sa Pa, có vị trí địa lý:
- Phía đông giáp xã Mường Hoa
- Phía tây giáp phường Phan Si Păng và xã Hoàng Liên
- Phía nam giáp các xã Hoàng Liên và Tả Van
- Phía bắc giáp phường Sa Pa.

Phường có diện tích 6,51 km², dân số năm 2018 là 5.649 người, mật độ dân số đạt 868 người/km².

## Hành chính
Phường Cầu Mây được chia thành 3 tổ dân phố: 1, 2, 3.

## Lịch sử
Cầu Mây vốn là tên của cây cầu treo cổ nổi tiếng bắc qua suối Mường Hoa tại bản Giàng Tả Chải 22°17′40″B 103°54′17″Đ / 22,294408°B 103,904772°Đ, thuộc địa bàn xã Tả Van ngày nay. Tên cầu về sau được đặt cho một con phố ở trung tâm thị trấn Sa Pa và nay được đặt thành tên phường.
Phường Cầu Mây được thành lập vào ngày 1 tháng 1 năm 2020 trên cơ sở điều chỉnh 1,59 km² diện tích tự nhiên, 3.578 người của thị trấn Sa Pa; 4,90 km² diện tích tự nhiên, 1.906 người của xã Lao Chải và 0,02 km² diện tích tự nhiên, 165 người của xã San Sả Hồ.